# 奈良市立二名中学校
奈良市立二名中学校（ならしりつ にみょうちゅうがっこう）は、奈良県奈良市二名一丁目にある公立中学校。

## 沿革
- 1976年（昭和51年）4月1日 - 開校。

## 通学区域
- 奈良市立登美ヶ丘小学校通学区域の一部（松陽台一丁目、松陽台二丁目、西登美ヶ丘一丁目の一部、西登美ヶ丘二丁目の一部（Ｆ号棟を除く。）、西登美ヶ丘三丁目、西登美ヶ丘四丁目）、奈良市立青和小学校通学区域、奈良市立二名小学校通学区域[1]

## 著名な出身者
- 笛吹雅子（日本テレビ放送網記者、元アナウンサー）
- 田村亮介（サッカー選手）[2]
- 塚本翔平（元サッカー選手）
- 矢部次郎（元サッカー選手、奈良クラブ理事長）

## 通学区域が隣接している学校
- 奈良市立登美ヶ丘北中学校
- 奈良市立登美ヶ丘中学校
- 奈良市立富雄南中学校
- 奈良市立富雄中学校
- 生駒市立生駒中学校
- 生駒市立光明中学校
- 生駒市立上中学校